# 萨曼莎·沃里纳
萨曼莎·沃里纳（英語：Samantha Warriner，1971年8月1日—），新西兰女子铁人三项运动员。她曾代表新西兰参加2006年英联邦运动会铁人三项比赛，获得一枚银牌。她也曾参加2004年和2008年夏季奥林匹克运动会。